# Baramula
Baramula är en stad i det indiska unionsterritoriet Jammu och Kashmir, och är huvudort för ett distrikt med samma namn. Folkmängden uppgick till 58 053 invånare vid folkräkningen 2011, med förorter 71 434 invånare.